# 名古屋市場運輸
名古屋市場運輸株式会社（なごやしじょううんゆ）は、名古屋市熱田区川並町にある名古屋市中央卸売市場本場に本拠を置く運送会社である。農林水産大臣が許可し全国各地に点在する中央卸売市場の中でも唯一運送会社（第一種関連事業者）として市場内に事務所を構え、市場に特化した業務形態で配送業務の他に市場内荷役業も行っている。
車両に書かれている「エキスパート号」の商標は主な配送エリアである東海三県においては親しまれており、併せて車両外装の緑色と黄色のツートンカラーは創業当時メインで運んでいたバナナが緑色から黄色に変化する様を表している。

## 概要
代表者
加野元道（代表取締役）
資本金
2,000万円
従業員数
約100名
車両保有台数
約100台
スローガン
「笑顔な訳」

## 沿革
- 1963年 - 資本金300万円で設立
- 1964年 - 一般区域貨物自動車運送業及取扱業務の営業認可を受け運送業務を開始
- 1971年
  - 資本金を1,000万円に増資
  - 名古屋市付属営業人の申請許可を受け本社を名古屋市中央卸売市場内に移動法人
- 1974年 - 安全と確実を信条として業容が伸展するにしたがい、資本金を2,000万円に増資
- 1980年
  - 当地給油所を開設し、自家用給油スタンドを設置する
  - 大型コンテナアームロール車で名古屋市環境事業局の輸送を開始
- 1985年 - 名古屋市中央卸売市場で青果物の荷受及び商品管理業務を行うに伴い荷役部を設置
- 1997年 - 名古屋市環境事業局大江破砕工場完成に伴い、大型コンテナアームロール車を増車